# Bitva u Bejdova
Bitva u Bejdova (u Waidhofenu), též bitva u Kirchbergu nebo bitva u Hartu, se odehrála 14. října 1431 pravděpodobně nedaleko dnešního města Waidhofen an der Thaya (dříve Bejdov) v Rakousku, podle některých historiků 1500 kroků od řeky Dyje u hradu Kirchbergu. Táborští spojenci v čele s Mikulášem Sokolem z Lamberka zde byli při návratu z loupeživé rejsy poraženi družinami rakouských feudálů a některých českých městských posádek pod velením českobudějovického hejtmana Lipolta I. Krajíře z Krajku.

## Předehra
V prvních říjnových dnech roku 1431 překročily moravsko-rakouské pomezí oddíly šlechticů z řad táborských spojenců, jejichž cílem bylo zmocnit se bohaté kořisti, zejména kvalitního vína, jehož dovoz znesnadňovala obchodní blokáda, kterou na husitské Čechy uvalila katolická církev. České písemné prameny uvádí, že se rejsy účastnilo 600 jezdců a 4500 pěších s 360 vozy, podle zdrojů rakouských šlo o 2000 bojovníků. Jmenovitě byli přítomni Tóma z Chotěmic seděním na Vlašimi, Arnošt Leskovec z Humpolce, Jan Kamarét ze Žirovnice, Sezima z Kunštátu a na Jevišovicích a mladší bratr velitele Mikuláše Sokola z Lemberka Jaroslav. Po překročení hranice družiny českých a moravských zemanů bez odporu protáhli údolím Dyje, vyplenili okolí městečka Pernek a vyloupili ženský klášter v Altenburgu. Poté, co naplnili vozy vínem, obilím i jiným zbožím a sehnali značné množství dobytka, bez řádného zajištění okolí vyrazili na zpáteční cestu. Bezstarostný pohyb na nepřátelském území se jim však stal osudným, neboť 14. října byli poblíž Bejdova zaskočeni vojskem rakouské domobrany, kterou posílili místní sedláci a posádky ze Znojma a Českých Budějovic. Velitelský kádr tohoto uskupení tvořili zkušení válečníci jako českobudějovický hejtman Lipolt Krajíř z Krajku, znojemský hejtman Jiří Laun a Ulrich a Martin Eicingerovi.

## Bitva

### Zprávy současníků
Nejpodrobněji z českých písemných pramenů o událostech ze 14. října 1431 hovoří Kronika katolického vojáka Bartoška z Drahonic. Avšak jeho údaje jsou v tomto případě nedostatečně konkrétní a uvedené počty zúčastněných stran, včetně ztrát husitů, značně nadnesené. Výčet zahraničních letopisů, poskytujících ke střetnutí bližší informace, leze nalézt v knize Dějiny národu Českého v Čechách a na Moravě (Kniha XIII.) od historika Františka Palackého.
| „                     | Téhož roku po sv. Havlu vyjeli do Rakouska hejtmani Tomáš z Vlašimi, Mikuláš zvaný Sokol s bratrem a Leskovec se svými spolčenci a prý se šesti sty jízdních a čtyřmi a půl tisíci pěších a se šesti kopami vozů, aby tam sklidili a zabrali víno. Pobrali mnoho sudů vína i jiných věcí. Ale nakonec napadli viklefisty na zpáteční cestě u města Waidhofenu lidé vévody rakouského a tehdy také markraběte moravského, který měl za manželku dceru krále Zikmunda, a rovněž hejtman pan Krajíř prý se šestnácti tisíci jezdců i pěších. Bojovali spolu střídavě, nakonec zvítězili vévodovi lidé a pobili prý téměř čtyři tisíce viklefistů, kdežto sedm set významnějších a urozenějších vzali do zajetí, odvedli je v poutech s sebou do Vídně a vzali jim všechny vozy s děly a pobraným vínem a jinými věcmi. Avšak hejtman Tomáš a Mikuláš Sokol se s několika málo lidmi dostali ke koním, vsedli na ně a vrátili se domů... | “ |
| — Bartošek z Drahonic | |   |

### Pravděpodobný průběh
Ačkoli se o bitvě zmiňuje několik dobových relací, nelze se zcela jednoznačně vyjádřit k jejímu průběhu. Není vyloučeno, že rakousko-české oddíly udeřily na husity ve chvíli, kdy byli nejvíce zranitelní, tedy když se k českým hranicím přesouvali v pochodové koloně. Tento útok byl pro české válečníky fatální, neboť nebyli schopni sestavit vozovou formaci, díky čemuž se nezmohli na výraznější odpor. Nicméně existuje názor starších historiků, že se střetnutí nápadně podobalo bitvě u Lipan. Podle tohoto soudu Češi a Moravané zjistili přítomnost nepřátelských ozbrojenců včas a vozovou hradbu se jim uzavřít podařilo. První soustředěný nápor domácích jednotek pak odrazili a vzápětí vyrazili do otevřeného pole, aby své vítězství završili pronásledováním. Avšak protivníkův ústup byl jen předstíraný, zanedlouho Rakušané útěk zastavili a v součinnosti s jiným oddílem, ukrytým v záloze, příslušníky rejsy zcela rozdrtili.

## Důsledky a bilance
I přes skutečnost, že nelze přesně stanovit, jakým způsobem bitva probíhala, je zřejmé, že vítězství dolnorakouské hotovosti bylo dokonalé. Historické prameny uvádějí, že na bojišti zůstalo 700 – 1000 mrtvých husitů a 500 – 700 jich bylo zajato. Uprchnout se podařilo jen malé části vojáků, mezi nimiž byli Mikuláš Sokol z Lamberka a Tóma z Chotěmic. Jedním z těch, kdo zůstali v rukou přemožitelů, byl Jaroslav z Lamberka. Zajatci byli odvezeni do Vídně, kde je rakouský vévoda Albrecht držel ještě v lednu roku 1433. Veškerá kořist, děla i vozy padly do rukou domácích jednotek. Písemné prameny naznačují, že příčinou vysokých ztrát mezi Čechy byli především domácí sedláci, kteří v husitech viděli nepřítele, jenž bere jejich těžce vydobytý majetek. Proto, na rozdíl od šlechticů, kteří se kvůli vysokému výkupnému pokoušeli zajmout co nejvíce urozených zajatců, protivníky nemilosrdně pobíjeli.
Mezi husity vzbudila porážka u Bejdova vesměs negativní reakce a již 25. listopadu vyrazilo na rakouské území táborské polní vojsko posílené táborskými měšťany a posádkou hradu Ostromeč.  Jedním z účelů výpravy bylo Rakušany vystrašit a vynutit si propuštění zajatců. Tento záměr však nevyšel a úspěšnější nebyli ani další táborští politici v čele s Prokopem Holým, kteří vedli o propuštění zadržovaných mužů usilovné jednání. V českém katolickém prostředí a na rakouském území vzbudilo vítězství značný ohlas. Ukořistěné korouhve nechal Albrecht Habsburský vystavit ve své dvorské kapli ve Vídni a na památku události složil znojemský rodák a písař Mikuláš Patschacher oslavnou Píseň o vítězství u Bejdova.

#### Prameny
- Ze zpráv a kronik doby husitské. Praha: Svoboda, 1981. 491 s. [Kronika Bartoška z Drahonic].

#### Sekundární literatura
- ČORNEJ, Petr. Velké dějiny zemí Koruny české V. 1402-1437. Praha: Paseka, 2000. 790 s. ISBN 80-7185-296-1.
- ČORNEJ, Petr. Lipanská křižovatka : příčiny, průběh a historický význam jedné bitvy. Praha: Panorama, 1992. 277 s. ISBN 80-7038-183-3.
- FRANKENBERGER, Otakar. Naše velká armáda - díl III.. Praha: Zemědělské knihkupectví, 1921. 188 s.
- PALACKÝ, František. Dějiny národu Českého v Čechách a na Moravě – Kniha XIII. Praha: F. Tempský, 1877. 402 s.
- ŠMAHEL, František. Husitská revoluce. 3. Kronika válečných let. Praha: Karolinum, 1996. 420 s. ISBN 80-7184-075-0.
- TOMAN, Hugo. Husitské válečnictví za doby Žižkovy a Prokopovy. Praha: Královská česká společnost nauk, 1898. 468 s. Dostupné online.